# 坂井市立高椋小学校
坂井市立高椋小学校（さかいしりつ たかぼこしょうがっこう）は、福井県坂井市丸岡町寅国にある公立小学校。

## 沿革
- 1872年（明治5年）7月 - 蓮長寺（儀間）に儀間小学校を創立。
- 1873年（明治6年） - 西照寺（牛ヶ島）に牛ヶ島小学校を、善教寺（一本田）に一本田小学校を創立。
- 1874年（明治7年） - 儀間小学校を思問小学校と改称。一本田小学校を郁文小学校と改称。
- 1875年（明治8年） - 白山神社（舟寄）に知津小学校を創立。
- 1880年（明治13年） - 油為頭神社（油為頭）に明章小学校を創立。
- 1883年（明治16年） - 郁文小学校を西瓜屋と一本田に分立。
- 1886年（明治19年） - 両分立校が郁文小学校に再び合併。明章小学校を板倉に移転。
- 1893年（明治26年） - 牛ヶ島小学校が廃校。
- 1894年（明治27年） - 各小学校を尋常小学校に改称。
- 1899年（明治32年） - 明章尋常小を第一高椋尋常小学校に、思問尋常小を第二高椋尋常小学校に、郁文尋常小を第三高椋尋常小学校に、知津尋常小を第四高椋尋常小学校に、各々改称。
- 1909年（明治42年） - 第三高椋尋常小学校を今福に新築移転。
- 1912年（大正元年） - 第一高椋尋常小を高椋東尋常小学校に、第三高椋尋常小を高椋西尋常小学校に、第二高椋尋常小を儀間分教場に、第四高椋尋常小を舟寄分教場に、各々改称。
- 1922年（大正11年） - 高椋西尋常小学校に高等科を併置し、高椋西尋常高等小学校と改称。
- 1925年（大正14年） - 儀間分教場を廃止。
- 1926年（大正15年） - 東西両校を統合、高椋尋常高等小学校と改称、寅国に新築。
- 1941年（昭和16年） - 高椋村国民学校と改称。
- 1947年（昭和22年） - 学制改革により、高椋村立高椋小学校となる。
- 1948年（昭和23年） - 福井震災により全校舎倒壊。
- 1949年（昭和24年） - 新・本校舎及び講堂、板倉分校、舟寄分校が竣工。
- 1955年（昭和30年） - 町村合併により丸岡町立高椋小学校と改称。
- 1979年（昭和54年） - 舟寄分校を本校に統合。
- 1985年（昭和60年） - 板倉分校休校、分校の児童は本校へ。
- 1992年（平成4年） - 明章小学校の新設に伴い、板倉分校が閉校。本校児童の一部が明章小へ転学。
- 2006年（平成18年） - 坂井市発足により、現校名へ改称。

## 通学区域
- 西瓜屋（1字を除く）・西里丸岡（2字～9字、11字を除く）・一本田中（21字、23～26字、28～36字、38字、40字～48字を除く）・一本田（1字～3字、4字の一部を除く）・笹和田・舟寄・長崎・今福・八ッ口・高柳（16字を除く）・吉政・儀間・牛ケ島・新間・寅国・猪爪（1字、5字の一部、26字を除く）・猪爪1丁目・猪爪2丁目・猪爪3丁目の一部・猪爪4丁目の一部・猪爪5丁目の一部・猪爪6丁目・猪爪7丁目・猪爪9丁目・小黒（73字、74字）[1]

## 進学先中学校
- 市立丸岡中学校[1]

## アクセス
- 京福バス
  - 31 丸岡線（明道中学校前・森田経由）「西瓜屋」下車。
  - 32 丸岡線（町屋町・森田経由）「西瓜屋」下車。
  - 36 県立病院・丸岡線「西瓜屋」下車。

## 学校周辺
- 坂井市立丸岡中学校
- 丸岡郵便局
- 丸岡今福体育館

## 関係者

### 出身者
- 中野重治（プロレタリア文学作家・参議院議員、1908年（明治41年）第三高椋小学校入学、卒業時には高椋西小学校に改称されていた）